# Uropterygius micropterus
Uropterygius micropterus es una especie de pez de la familia de los morénidas en el orden de los Anguilliformes.

## Morfología
Los machos pueden llegar a alcanzar los 30 cm de longitud total.

## Distribución geográfica
Se encuentra desde África Oriental hasta Samoa, el sur del Japón, el sur de la Gran Barrera de Coral y Marianas.